# 信州まつかわ温泉
信州まつかわ温泉（しんしゅうまつかわおんせん）は、長野県下伊那郡松川町にある温泉。

## 概要
片桐松川の上流に1992年7月に町の直営で開業した。
当時の源泉は温泉法によるアルカリ性ラドン泉であり、源泉温度も18℃の冷鉱泉であったが、2010年にアルカリ性単純温泉である2号泉が掘削された。

## 施設
温泉施設「信州まつかわ温泉清流苑」が存在する。
周囲には中央アルプスの山林が広がっており、清流苑は宿泊設備のほか温水プール、テニスコート、ゴルフコース、森林セラピー基地、フィールドアスレチックなど多くの娯楽施設を有する。
2023年12月11日から清流苑館内のリニューアル工事を実施し、2024年3月1日に再オープンした。

## 交通
- 公共交通機関を利用する場合
  - 飯田線上片桐駅からタクシーで6分
  - 伊那大島駅からまつかわフルーツバスで「八十葉建設前」下車徒歩17分
  - 中央道松川バス停（伊那バス大塩線・南アルプス線松川インター）下車徒歩25分
- 自家用車を利用する場合
  - 中央道松川インターチェンジから5分